# Mademoiselle (Sfera Ebbasta)
Mademoiselle è un singolo del rapper italiano Sfera Ebbasta, pubblicato il 12 marzo 2019.

## Descrizione
La traccia, prodotta da Charlie Charles, è la prima dopo mesi di silenzio in seguito alla tragedia della discoteca Lanterna Azzurra di Corinaldo. Il testo è stato visto come una risposta alle varie accuse avute nei mesi di silenzio in seguito alla tragedia.

## Tracce
1. Mademoiselle – 3:09

## Classifiche

### Classifiche settimanali
| Classifica (2019) | Posizione massima |
| ----------------- | ----------------- |
| Italia            | 2                 |

### Classifiche di fine anno
| Classifica (2019) | Posizione |
| ----------------- | --------- |
| Italia            | 34        |